# 內華達山脈 (美國)
內華達山脈（英語：Sierra Nevada，/siˌɛrə nəˈvædə, -ˈvɑːdə/，西班牙語發音：[ˈsjera neˈβaða]）是一條縱貫美國加利福尼亞州東部的山脈。部分山體也位於內華達州境內。内华达山脉是科迪勒拉山系的一部分，科迪勒拉山系是一条几乎连续的山脉链，形成了美洲的西部“脊梁”。
內華達山脈的最高峰是惠特尼峰，標高4,421米，是美国本土的最高点。優勝美地國家公園的大部分區域都位於內華達山脈內。內華達山脈有：雪曼將軍樹，世界上体积最大的树；太浩湖，北美最大的高山湖泊；优胜美地山谷由一亿年前冰川雕刻而成的花岗岩组成，包含许多瀑布。国家公园包括優勝美地國家公園、巨杉國家公園和金斯峡谷国家公园。
内华达山脉在加利福尼亚州和美国的历史上发挥了重要作用。加州淘金热发生在1848年至1855年的山脉西麓。macOS Sierra用了該名。